# 洒雨镇
洒雨镇，是中华人民共和国贵州省黔西南布依族苗族自治州安龙县下辖的一个乡镇级行政单位。

## 行政区划
洒雨镇下辖以下地区：
场坝村、聋堡村、下陇村、陇松村、堵瓦村、格红村、峰岩村、免底村、海星村、天桥村、民族村、纳汪村和聋金村。